# Meglenorumäner
Meglenorumäner eller megleniter är en folkgrupp bestående av omkring 5 000 människor i Nordmakedonien och Grekland. De talar en dialekt av rumänska kallad meglenorumänska. Meglenorumänerna och den närbesläktade folkgruppen arumänerna kallas ofta för vlacher.